# Druzus Starszy
Decimus Claudius Nero Drusus Germanicus (ur. 14 stycznia 38 p.n.e.; zm. 14 września 9 p.n.e.). 
Syn Tyberiusza Klaudiusza Nerona i Liwii, brat cesarza Tyberiusza. Urodzony już po rozwodzie Liwii z Tyberiuszem Klaudiuszem Neronem i trzy miesiące po ślubie z Augustem. 

## Charakterystyka
Druzus był jednym z wybitniejszych ludzi swoich czasów. Jego przyjazne maniery, ujmujący wygląd, a przede wszystkim błyskotliwe talenty militarne zapewniły mu uznanie i przywiązanie legionistów. Był wybitnym wodzem, co wykazał licznymi zwycięstwami odniesionymi nad Germanami. Jawnie okazywana sympatia dla zasad republikańskich zjednała mu uznanie w szerokich kręgach. Uważano, że może się przyczynić do przywrócenia republiki.

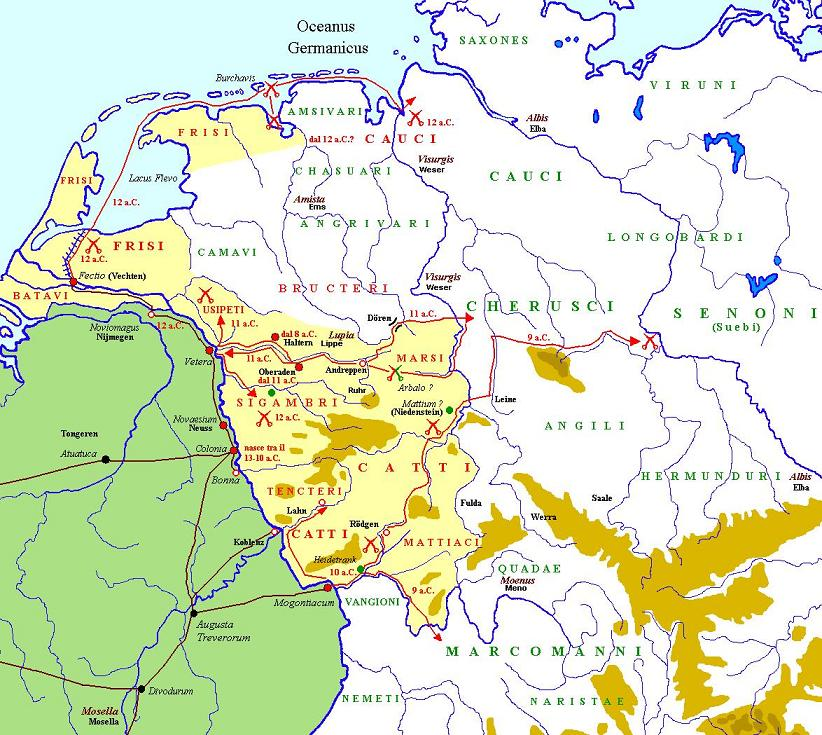
Kampanie Druzusa Starszego w Germanii w latach 12-9 n.e.

## Kampania nad Dunajem
W 15 p.n.e. bracia Tyberiusz i Druzus, który sprawował funkcję gubernatora z władzą pretora w trzech prowincjach galijskich, poprowadzili udaną kampanię przeciw galickim plemionom Retów i Windelików. Retowie zamieszkiwali Alpy pomiędzy rzekami Renem i Inn, a Windelikowie zajmowali terytoria na północ od nich aż do samego Dunaju. Po uciążliwych walkach w górskim terenie wojska rzymskie odniosły ostateczne zwycięstwo. Na podbitym obszarze zorganizowano nową prowincję – Recję, której stolicą zostało później miasto Augusta Vindelicorum (dzisiejszy Augsburg).

## Namiestnictwo w Galii
W 13 p.n.e. cesarz August opuszczając Galię zostawił tam Druzusa jako swego zastępcę i namiestnika nowozorganizowanej prowincji Trzech Galii. Narastające niezadowolenie w prowincji zażegnał on przeprowadzając ponowne naliczenie podatków i zwołując zebranie przedstawicieli plemion galijskich w Lugdunum (dzisiejszym Lyonie) dla rozpatrzenia skarg. Założył „concilium Galliarum”, czyli radę prowincji galijskich, która spośród swoich członków wybierała kapłana odpowiedzialnego za doroczne igrzyska poświęcone Rzymowi i Augustowi. W sierpniu 12 p.n.e. podczas wielkiej ceremonii, przed ołtarzem poświęconym Romie i Augustowi zgromadzili się przedstawiciele wszystkich plemion galijskich i złożono uroczystą ofiarę. Pacyfikacja nastrojów w Galii miała doniosłe znaczenie, dając Rzymianom możliwość skoncentrowania się na walkach z Germanami.

## Pierwsza kampania w Germanii
W 12 p.n.e. zamieszkujący prawy brzeg Renu Sugambrowie przekroczyli rzekę. Druzus odrzucił ich z powrotem i spustoszył ich własne terytoria. Płynąc następnie w dół Renu podporządkował sobie Fryzów. Dla ułatwienia operacji wojskowych rozkazał zbudowanie kanału łączącego Ren z zalewem Zuyder See. Flota rzymska wypłynęła na Morze Północne posuwając się wzdłuż wybrzeża na wschód. U ujścia rzeki Ems w bitwie morskiej rozbito flotę Brukterów, a u ujścia Wezery spustoszono ziemie plemienia Chauków. Nadchodząca zima zakończyła kampanię. Wracająca flota ugrzęzła na mieliznach, lecz z pomocą Fryzów zdołano ją uwolnić. Druzus wrócił do Rzymu w chwale pierwszego dowódcy, który dotarł do wybrzeży Morza Północnego.

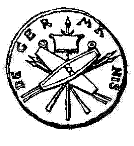
Germańskie trofea na monecie Druzusa

## Kolejne walki w Germanii
W 11 p.n.e. ponownie poprowadził wojska za Ren. Pokonał plemiona Usipetów, Sugambrów, Chattów i doszedł do Wezery, gdzie odniósł zwycięstwo nad Cheruskami. W drodze powrotnej założył pierwsze za Renem stałe forty rzymskie. W 10 p.n.e. Chattowie i Sugambrowie znów się zbuntowali. Po odniesieniu kilku pomniejszych sukcesów Druzus wraz z Tyberiuszem i Augustem powrócił do Rzymu, gdzie wybrano go konsulem na następny rok. Jednakże już jesienią był z powrotem przy legionach zimujących nad Renem, przygotowując się do kampanii w roku następnym.

## Ostatnia kampania
Wiosną 9 p.n.e. Druzus, tym razem jako konsul, znów poprowadził wojska w głąb Germanii. Zaatakował i pokonał Chattów, Szwabów, Markomanów i Cherusków. Przekroczył Wezerę i dotarł do Łaby. Był to najdalszy punkt na terenie Germanii, do jakiego kiedykolwiek dotarła rzymska armia. Dla utrwalenia zdobyczy podjął wiele środków: budował fortece wzdłuż Łaby, Wezery i Mozy, zorganizował stałą flotyllę na Renie. Podobno od przekroczenia Łaby odwiodło go tylko widzenie, w którym nadnaturalnej wielkości zjawa kobiety przepowiedziała mu zbliżającą się śmierć. W drodze powrotnej uległ wypadkowi: upadek z konia spowodował złamanie nogi. Po 30 dniach zmarł w obecności brata, Tyberiusza, który na wieść o wypadku szybko podążył do obozu. Eskortował potem mary ze zwłokami brata, które przewieziono do Rzymu. Prochy złożono w Mauzoleum Augusta.

## Potomkowie
Mąż Antonii Młodszej (córki triumwira – Marka Antoniusza i siostry cesarza Augusta – Oktawii). Miał z nią troje dzieci:
- Klaudia Julia Liwilla (Claudia Iulia Livilla)
  - Julia Helena (Iulia Helena)
    - Rubeliusz Plaut (Sergius Rubellius Plautus)
    - Rubellia (Rubellia)

  - Tyberiusz Klaudiusz Gemellus (Tiberius Claudius Gemellus)
  - Klaudiusz Germanik (Claudius Germanicus)
- Germanik (Gaius Claudius Drusus Caesar Germanicus)
  - Klaudiusz (Claudius)
  - Klaudia (Claudia)
  - Klaudiusz Neron Juliusz Cezar (Claudius Nero Iulius Caesar)
  - Druzus III (Claudius Drusus)
  - Kaligula (Gaius Iulius Caesar Caligula)
    - Julia Druzylla (Iulia Drusilla)

  - Juliusz (Iulius)
  - Agrypina Młodsza (Iulia Agrippina Minor)
    - Neron (Nero Claudius Augustus) 
      - Klaudia Augusta (Claudia Augusta)

  - Julia Druzylla (Iulia Drusilla)
  - Julia Liwilla (Iulia Livilla)
- Klaudiusz (Tiberius Claudius Caesar Augustus)
  - Druzus IV (Claudius Drusus)
  - Klaudia (Claudia)
  - Klaudia Antonia (Claudia Antonia)
    - Cornelius Sulla

  - Oktawia (Octavia)
  - Brytanik (Tiberius Claudius Britannicus)